# Salix brutia
Salix brutia är en videväxtart som beskrevs av S. Brullo och G. Spampinato. Salix brutia ingår i släktet viden, och familjen videväxter. Inga underarter finns listade i Catalogue of Life.